# Sitamun
Sitamun var en prinsessa och kunglig bihustru under Egyptens artonde dynasti.
Hon var dotter till farao Amenhotep III och drottning Tiye, och gifte sig med sin far som hans bihustru. Hon tycks i slutet av sin fars liv ha mottagit titeln drottning (Stor kunglig hustru) trots att denna titel redan bars av hennes mor. Hon intog en framträdande plats vid hovet, hade sitt eget residens, egna egendomar och avbildas på flera offentliga monument, och hennes framskjutna position har tagits som ett exempel på kungliga kvinnors stora betydelse under denna tid. Hon försvann efter sin bror Akhenatens tronbestigning. Det har föreslagits att hon avled eller lämnade hovet.